# Protographium
A Protographium a rovarok (Insecta) osztályának lepkék (Lepidoptera) rendjébe, ezen belül a pillangófélék (Papilionidae) családjába tartozó nem.

## Rendszerezés
A nembe az alábbi 4 alnem, 5 fajcsoport és 15 faj tartozik:
- Asiographium Möhn, 2002 - alnem
  - Protographium asius (Fabricius, 1781)

- Eurygraphium Möhn, 2002 - alnem
  - leucaspis - fajcsoport
    - Protographium dioxippus (Hewitson, [1856])
    - Protographium leucaspis (Godart, 1819)

  - thyastes - fajcsoport
    - Protographium calliste (Bates, 1864)
    - Protographium thyastes (Drury, 1782)

- Neographium Möhn, 2002 - alnem
  - agesilaus - fajcsoport
    - Protographium agesilaus (Guérin-Méneville & Percheron, 1835)

  - epidaus - fajcsoport
    - Protographium epidaus (Doubleday, 1846)

  - philolaus - fajcsoport
    - Protographium anaxilaus (C. & R. Felder, 1865)
    - Protographium celadon (Lucas, 1852)
    - Protographium marcellinus (Doubleday, [1845])
    - Protographium marcellus (Cramer, 1777)
    - Protographium × oberthueri Rothschild & Jordan, 1906
    - Protographium philolaus (Boisduval, 1836)
    - Protographium zonaria (Butler, 1869)

- Protographium Munroe, 1961 - alnem
  - Protographium leosthenes (Doubleday, 1846)

### Fordítás
- Ez a szócikk részben vagy egészben  a   Protographium című angol Wikipédia-szócikk ezen változatának fordításán alapul.  Az eredeti cikk szerkesztőit annak laptörténete sorolja fel. Ez a jelzés csupán a megfogalmazás eredetét és a szerzői jogokat jelzi, nem szolgál a cikkben szereplő információk forrásmegjelöléseként.